# Microsoft Windows Internet
Windows Internet（WinINet: ウィンアイネット、Win32インターネット拡張機能）は、Microsoft WindowsにおいてInternet Explorerとともに提供される仕組みの一つで、アプリケーションソフトウェアがインターネットリソースにアクセスするためのHTTPやFTPといった標準プロトコルを利用できるようにするためのAPIである。通信の詳細を隠蔽し、抽象化したインターフェイスとして、C/C++用に提供される。

## ラッパー
C++やC#などのオブジェクト指向プログラミング言語向けに、WinINetの機能をラップする上位フレームワークもいくつか提供されている。例えばMicrosoft Foundation Class (MFC) ではHINTERNETハンドルをラップし、インターネットセッションを表現するCInternetSessionクラスが用意されている。.NET FrameworkではSystem.Net.WebClientクラスが該当する。

## WinHTTPとの比較
WinINetはクライアントアプリケーションで用いられる。サーバーなどのシステムプログラムや、WinINetが提供する仕組みを用いないプログラム向けには、Windows HTTPサービス (Windows HTTP Services, WinHTTP) が提供されている。いくつかの例外を除いて、WinINetはWinHTTPのスーパーセット（上位集合）である。サービスの記述のように、WinHTTPでしかサポートされない機能もある。WinHTTPは、Webサーバーだけでなく、Webクライアントの実装に使用することもできる。